# Forsbosjön
Forsbosjön är en sjö i Östhammars kommun i Uppland och ingår i Olandsåns huvudavrinningsområde.